# 사가미오쓰카역
사가미오쓰카역(일본어: 相模大塚駅)은 일본 가나가와현 야마토시에 위치한 사가미 철도 본선의 역이다. 역 번호는 SO15이다.

## 역 구조
섬식 승강장 1면 2선의 교상역이다. 역사 북쪽에 전기도선을 마련함과 동시에 야마토 방향의 도메이 고속도로를 건너 사업용 차량용 승강장을 갖추고 있다. 전기도선은 승강장 측에서 3 ~ 11번 선이며 모두 10량 편성에 대응하고 있다. 거의 모든 시간에 유치 차량이 있지만 사가미오쓰카 시종착 열차가 없는 모든 것이 에비나 시종착의 회송이다.
전기도선에서는 2014년 이후 매년 소우니야요 생일 축제 in 사가미오쓰카가 3월 10일 전후로 일요일에 개최되어 신구 소우니야어 트레인의 촬영과 사가미 철도 상품 판매, 촬영회 등 행사가 펼쳐진다. 또한, 9000계 리뉴얼 차량 데뷔 기념 촬영회 in 사가미오쓰카나 사가미 철도 오리지널 철도 컬렉션 새 7000계(새 도장) 선행 발매회 & 새 7000계(새 도장)차량 촬영회, 옛 도장 촬영회 in 사가미오쓰카와 같은 행사가 부정기적으로 개최된다.
과거는 사가미노 측에 미군 아쓰기 기지 인입선이 설치되어 이 기지의 탱크차(항공 연료) 연결 화물 열차용으로 사용되고 있었다.
2008년봄, 승강장과 개찰 내 대합실을 연결하는 엘리베이터와 에스컬레이터가 개찰구 밖의 대합실과 역 광장을 연결하는 엘리베이터가 설치되었고, 동시에 안내 사인도 갱신되었다. 또, 2012년에 대합실을 설치하고 2017년에는 행선지 안내기가 설치되었다.

### 승강장
| 번호 | 노선 | 방향 | 행선                                |
| ---- | ---- | ---- | ----------------------------------- |
| 1    | 본선 | 하행 | 에비나 방면                         |
| 2    | 본선 | 상행 | 야마토・후타마타가와・요코하마 방면 |

## 역 주변
- 국도 제246호선
- 아쓰기 공군 비행장
- 도메이 고속도로
- 사가미오쓰카 역전 우체국
- 야마토 경찰서 사가미오쓰카 역전 파출소
- 이나게야 오와 사가미오쓰카 역점
- 사쿠라모리 이나리 신사
- 야마토 청과 지방 도매 시장
- 긴자 코지코너 사가미 공장

## 역사
- 1926년 5월 12일: 옛 가미나카 철도 역으로 현재의 사가미노 역 부근에 영업 개시.
- 1943년경: 현재 위치로 이전.

## 인접역
| 사가미 철도 본선          | 사가미 철도 본선         | 사가미 철도 본선          |
| ------------------------- | ------------------------ | ------------------------- |
| SO14 야마토 요코하마 방면 | ■ 급행 ■ 쾌속 ■ 각역정차 | 사가미노 SO16 에비나 방면 |